# Heidi Reichinnek
Heidi Reichinnek (Merseburg, 19 aprile 1988) è una politica tedesca, membro del Bundestag dal 2021 nonché leader parlamentare del partito Die Linke insieme a Sören Pellmann dal 2024. Nello stesso anno è stata candidata dal partito come Spitzenkandidat alle elezioni federali del 2025.